# Eupithecia piccata
Eupithecia piccata är en fjärilsart som beskrevs av Richard F. Pearsall 1910. Eupithecia piccata ingår i släktet Eupithecia och familjen mätare. Inga underarter finns listade i Catalogue of Life.